# Friedrich Burgmüller
Johann Friedrich Franz Burgmüller (4. prosince 1806 Řezno – 13. února 1874 Fontainebleau) byl německý pianista a hudební skladatel období romantismu. Nejznámější je svými třemi sbírkami dětských etud pro klavír, zejména op. 100 „25 Études faciles et progresives“ (25 jednoduchých a progresivních etud) pro mírně pokročilé studenty klavíru. Další dvě sbírky pro pokročilejší studenty jsou op. 105 a 109.
Friedrich Burgmüller se narodil v Ratisbonu 4. prosince 1806. Jeho otec Friedrich August Burgmüller a jeho mladší bratr Norbert Burgmüller byli také skladateli. Jeho matkou byla pianistka a zpěvačka Therese von Zandtová.
V roce 1829 se přestěhoval do Kasselu, kde studoval u Ludwiga Spohra a Moritze Hauptmanna. Tam 14. ledna 1830 poprvé veřejně vystoupil jako koncertní klavírista.
Burgmüller se v roce 1832 ve věku 26 let přestěhoval do Paříže, kde zůstal až do své smrti. Norbert Burgmüller, jeho bratr, plánoval v roce 1835, že se k němu přistěhuje, ale brzy na to se utopil v lázních v Cáchách. V Paříži si Burgmüller osvojil pařížskou hudbu a vytvořil svůj typický styl hry. Napsal mnoho skladeb salonní hudby pro klavír a vydal několik alb. Jeho dílo mimo jiné obsahuje valčíky, nokturna, polonézy a dva balety. Jeho skladba s původním názvem Souvenirs de Ratisbonne se objevila v baletu Giselle skladatele Adolpha Adama při jeho premiéře v roce 1841. Burgmüller také pokračoval v psaní klavírních etud určených pro děti. Zemřel ve Fontainebleau 13. února 1874.